# Cimolodonta
I Cimolodonta sono un taxon di mammiferi estinti che vissero tra il Cretaceo e l'Eocene. Furono tra i membri più evoluti dell'ordine dei multituberculata. Probabilmente ricoprirono la nicchia ecologica dei roditori. I multitubercolati più basali si riscontrano in un sottordine diverso, i Plagiaulacida.
Cimolodonta apparentemente è un gruppo monofiletico. I resti provengono tutti dall'emisfero boreale. Questo taxon è riconosciuto come l'informale Gruppo Paracimexomys e le superfamiglie 
Djadochtatherioidea, Taeniolabidoidea, e Ptilodontoidea. In più comprende, con qualche riserbo tassonomico, le famiglie Cimolomyidae, Boffiidae, Eucosmodontidae, Kogaionidae, Microcosmodontidae e i due generi Uzbekbaatar e Viridomys.
Sono necessarie ulteriori scoperte ed analisi per confermare o smentire questa classificazione.

## Tassonomia

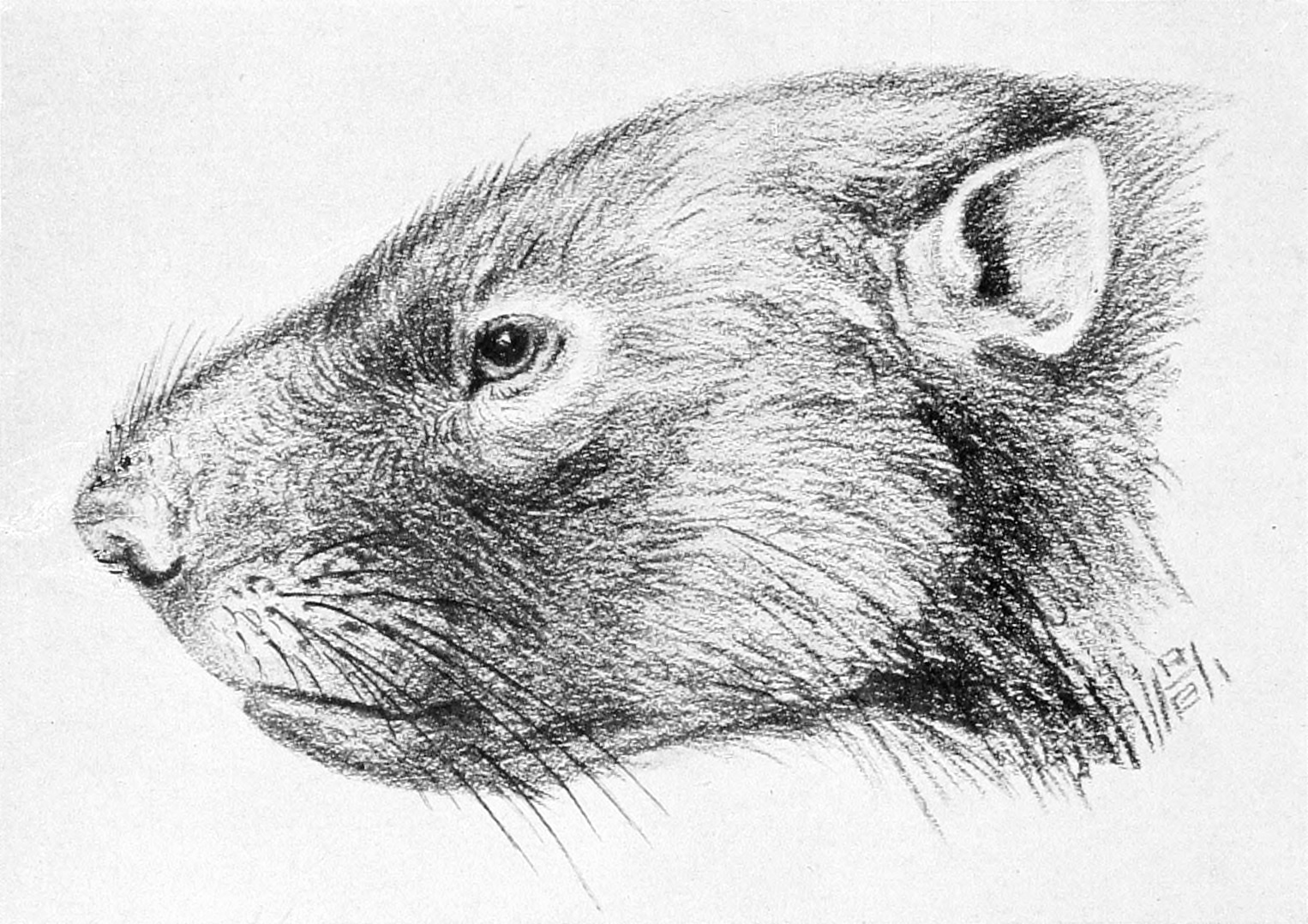
Ricostruzione di T. taoensis

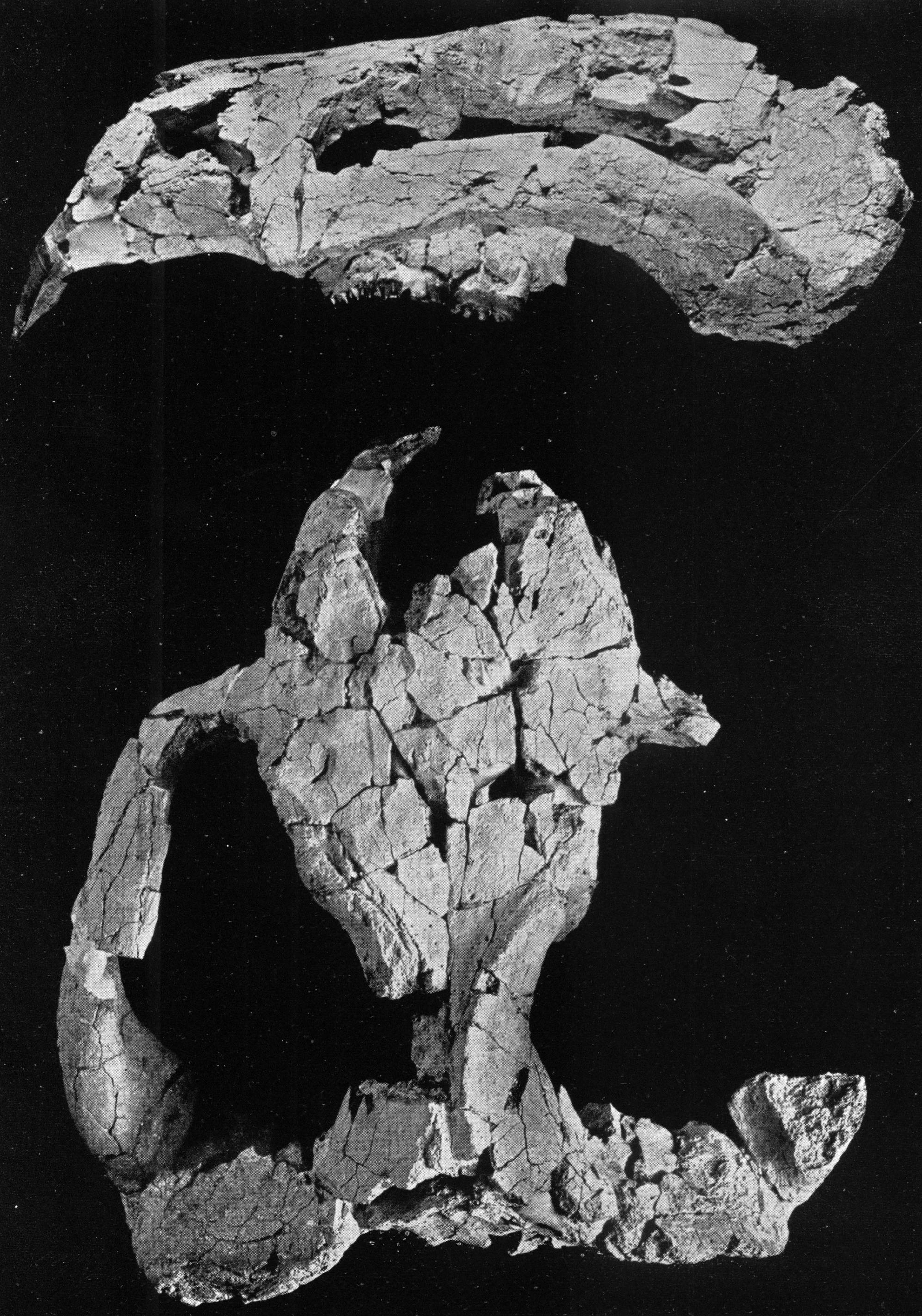
Taeniolabis taoensis

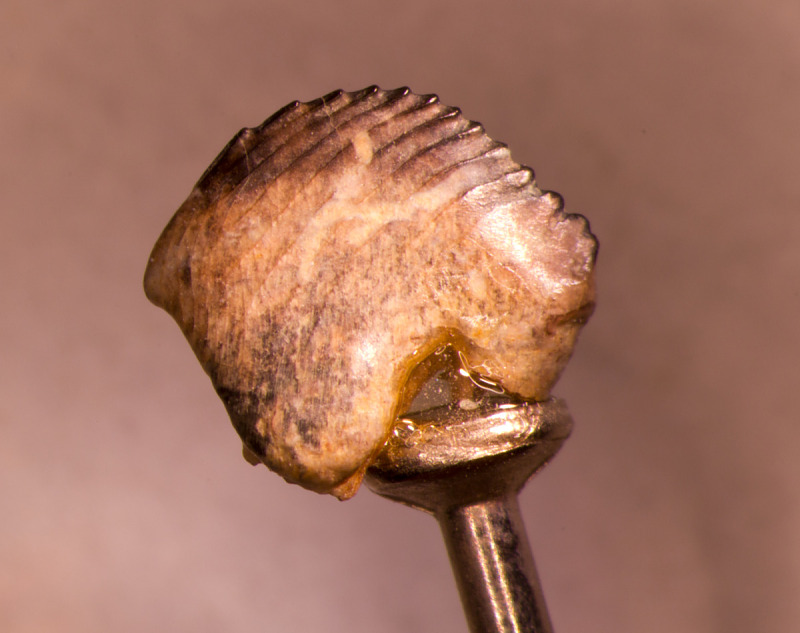
Premolare plagiaulacoide di Cimolomys

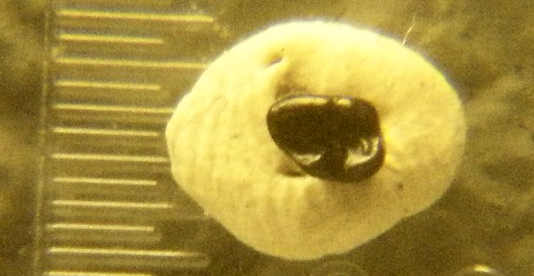
Molare di Cimexomys

Basata su Kielan-Jaworowska & Hurum, 2001
Sottordine †CimolodontaMcKenna, 1975
- Genere † Ameribaatar Eaton & Cifelli, 2001
- Genere † Barbatodon Rãdulescu & Samson, 1986
  - Specie † B. transylvanicum Rãdulescu & Samson, 1986
- Genere † Bryceomys Eaton, 1995
  - Specie † B. fumosus Eaton, 1995
  - Specie † B. hadrosus Eaton, 1995
  - Specie † B. intermedius Eaton & Cifelli, 2001
- Genere † Cedaromys Eaton & Cifelli, 2001
  - Specie † C. bestia (Eaton & Nelson, 1991) Eaton & Cifelli, 2001
  - Specie † C. parvus Eaton & Cifelli, 2001
- Genere † Dakotamys Eaton, 1995; E. Cret. CNA.
  - Specie † D. malcolmi] Eaton, 1995
- Genere † Uzbekbaatar Kielan-Jaworowska & Nesov, 1992
  - Specie † U. kizylkumensis Kielan-Jaworowska & Nesov, 1992
- "Gruppo Paracimexomys" Archibald, 1982
  - Genere † Paracimexomys
    - Specie † P. crossi Cifelli, 1997
    - Specie † P. magister (Fox, 1971) Archibald, 1982
    - Specie † P. magnus (Sahni, 1972) Archibald, 1982
    - Specie † P. perplexus Eaton & Cifelli, 2001
    - Specie † P. priscus (Lillegraven, 1969) Archibald, 1982
    - Specie † P. robisoni Eaton & Nelson, 1991

  - Genere † Cimexomys Fox, 1971
    - Specie † C. antiquus Fox, 1971
    - Specie † C. arapahoensis
    - Specie † C. bellus
    - Specie † C. clarki
    - Specie † C. electus
    - Specie † C. gratus (Jepson, 1930) Lofgren, 1995
    - Specie † C. gregoryi Eaton, 1993
    - Specie † C. judithae Sahni, 1972
    - Specie † C. minor Sloan & Van Valen, 1965

  - Genere † Boffius Hahn & Hahn, 1983
    - Specie † B. splendidus Vianey-Liaud, 1979

  - Famiglia † Cimolomyidae Marsh, 1889 sensu Kielan-Jaworowska & Hurum, 2001
    - Genere † Essonodon Simpson, 1927
      - Specie † E. browni Simpson, 1927

    - Genere † Buginbaatar Kielan-Jaworowska & Sochava, 1969
      - Specie † B. transaltaiensis Kielan-Jaworowska & Sochava, 1969

    - Genere Meniscoessus Cope, 1882
      - Specie † M. borealis
      - Specie † M. caperatus Marsh, 1889
      - Specie † M. conquistus Cope, 1882
      - Specie † M. collomensis Lillegraven, 1987
      - Specie † M. ferox Fox, 1971a
      - Specie † M. greeni
      - Specie † M. intermedius Fox, 1976b
      - Specie † M. major (Russell, 1936)
      - Specie † M. robustus (Marsh, 1889)
      - Specie † M. seminoensis Eberle & Lillegraven, 1998a

    - Genere † Cimolomys Marsh, 1889
      - Specie † C. clarki Sahni, 1972
      - Specie † C. gracilis Marsh, 1889
      - Specie † C. lentus [Allacodon lentus]
      - Specie † C. milliensis Eaton, 1993a
      - Specie † C. pumilus [Allacodon pumilus]
      - Specie † C. trochuusLillegraven, 1969
- Superfamiglia † Djadochtatherioidea Kielan-Jaworowska & Hurum, 1997 sensu Kielan-Jaworowska & Hurum, 2001
- Superfamiglia † Taeniolabidoidea Granger & Simpson, 1929 sensu Kielan-Jaworowska & Hurum, 2001
- Superfamiglia † Ptilodontoidea Cope, 1887 sensu McKenna & Bell, 1997 e Kielan-Jaworowska & Hurum, 2001
  - Famiglia † Cimolodontidae Marsh, 1889 sensu Kielan-Jaworowska & Hurum, 2001
    - Genere † Anconodon Jepsen, 1940
    - Genere † Cimolodon Marsh, 1889
      - Specie † C. electus
      - Specie † C. nitidus Marsh, 1889
      - Specie † C. gracilis Marsh, 1889
      - Specie † C. parvus
      - Specie † C. similis Fox, 1971

    - Genere † Liotomus Lemoine, 1882
    - Genere † Neoliotomus Jepsen, 1930
      - Specie † N. conventus Jepsen, 1930
      - Specie † N. ultimus (Granger & Simpson, 1928)

  - Famiglia † Ptilodontidae Cope, 1887 sensu McKenna & Bell, 1997
    - Sottofamiglia † Neoplagiaulacinae Ameghino, 1890
      - Genere † Carnaysia Vianey-Liaud, 1986
        - Specie † C. davidi Vianey-Liaud, 1986
        - Specie † C. manueli Vianey-Liaud, 1986

      - Genere † Ectypodus Matthew & Cranger, 1921
      - Genere † Krauseia Vianey-Liaud, 1986
        - Specie † K. clemensi (Sloan, 1981)

      - Genere † Mesodma Marsh, 1889
        - Specie † M. ambigua Jepsen, 1940
        - Specie † M. formosa (Marsh, 1889)
        - Specie † M. garfieldensis Archibald, 1982
        - Specie † M. hensleighi
        - Specie † M. primaeva
        - Specie † M. pygmaea Sloan, 1987
        - Specie † M. senecta
        - Specie † M. siberlingi (Simpson, 1935)
        - Specie † M. thompsoni Clemens, 1964

      - Genere † Mesodmops Tong & Wang, 1994
        - Specie † M. dawsonae Tong & Wang, 1994

      - Genere † Mimetodon Jepsen, 1940
        - Specie † M. churchilli Jepsen, 1940
        - Specie † M. douglassi
        - Specie † M. krausei Slaon, 1981
        - Specie † M. nanophus (Holtzman, 1978)
        - Specie † M. trovessortianus

      - Genere † Neoplagiaulax Lemoine, 1882
        - Specie † N. annae Vianey-Liaud, 1986
        - Specie † N. cimolodontoides Scott, 2005
        - Specie † N. copei Lemoine, 1885
        - Specie † N. eocaenus (Lemoine, 1880)
        - Specie † N. fractus Dorr, 1952
        - Specie † N. grangeri (Simpson, 1935)
        - Specie † N. hazeni (Jepsen, 1940)
        - Specie † N. hunteri (Simpson, 1936)
        - Specie † N. jepi Sloan, 1987
        - Specie † N. kremnus Johnston & Fox, 1984
        - Specie † N. macintyrei Slaon, 1981
        - Specie † N. macrotomeus (Wilson, 1956)
        - Specie † N. mckennai Sloan, 1987
        - Specie † N. nanophus Holtzman, 1978
        - Specie † N. nelsoni Sloan, 1987
        - Specie † N. nicolai Vianey-Liaud, 1986
        - Specie † N. paskapooensis Scott, 2005
        - Specie † N. serrator Scott, 2005

      - Genere † Parectypodus Jepsen, 1930
        - Specie † P. armstrongi Johnston & Fox, 1984
        - Specie † P. corystes Scott, 2003
        - Specie † P. laytoni Jepsen, 1940
        - Specie † P. lovei Sloan, 1966
        - Specie † P. pattersoni Sloan, 1987
        - Specie † P. simpsoni
        - Specie † P. sinclairi (Simpson, 1935)
        - Specie † P. sloani Schiebout, 1974
        - Specie † P. sylviae (Rigsby, 1980)
        - Specie † P. trovessartianus (Cope, 1882)
        - Specie † P. vanvaleni Sloan, 1981

      - Genere † Xancolomys Rigby, 1980
        - Specie † X. mcgrewiRigby, 1980

      - Genere † Xironomys Rigby, 1980
        - Specie † X. swainae Rigby, 1980

    - Sottofamiglia † Ptilodontinae Cope, 1887
      - Genere † Kimbetohia Simpson, 1936
        - Specie † K. cambi

      - Genere † Kogaion Rãdulescu & Samson, 1996
      - Genere † Ptilodus Cope, 1881
      - Genere † Baiotomeus Krause, 1987
        - Specie † B. douglassi (Simpson, 1935)
        - Specie † B. lamberti Krause, 1987
        - Specie † B. rhothonion Scott, 2003
        - Specie † B. russelli Scott, Fox & Youzwyshyn, 2002

      - Genere † Prochetodon Jepsen, 1940
        - Specie † P. cavus Jespen, 1940
        - Specie † P. foxi Krause, 1987
        - Specie † P. speirsae Scott, 2004
        - Specie † P. taxus Krause, 1987

      - Genere † Hainina Vianey-Liaud, 1979
        - Specie † H. belgica Vianey-Liaud, 1979
        - Specie † H. godfriauxi Vianey-Liaud, 1979
        - Specie † H. pyrenaica Peláez-Campomanes, López-Martínez, Álvarez-Sierra & Daams, 2000
        - Specie † H. vianeyae Peláez-Campomanes, López-Martínez, Álvarez-Sierra & Daams, 2000

    - Sottofamiglia Eucosmodontinae Jepsen, 1940 sensu Kielan-Jaworowska & Hurum, 2001
      - Genere † Clemensodon Krause, 1992
        - Specie † C. megaloba Krause, 1992

      - Genere † Eucosmodon Matthew & Granger, 1921
      - Genere † Stygimys Sloan & Van Valen, 1965
        - Specie † S. camptorhiza Johnston & Fox, 1984
        - Specie † S. gratus (Jepsen, 1930)
        - Specie † S. jepseni (Simpson, 1935)
        - Specie † S. kuszmauli
        - Specie † S. teilhardi (Granger & Simpson, 1929)

    - Sottofamiglia Microcosmodontinae Holtzman & Wolberg, 1977
      - Genere † Acheronodon Archibald, 1982
        - Specie † A. garbani Archibald, 1982

      - Genere † Pentacosmodon Jepsen, 1940
        - Specie † P. pronus Jepsen, 1940

      - Genere † Microcosmodon Jepsen, 1930
        - Specie † M. arcuatus Johnston & Fox, 1984
        - Specie † M. conus Jepsen, 1930
        - Specie † M. harleyi Weil, 1998
        - Specie † M. rosei Krause, 1980
        - Specie † M. woodi Holtzman & Wolberg, 1977